# Hr.Ms. Van Nes (1930)

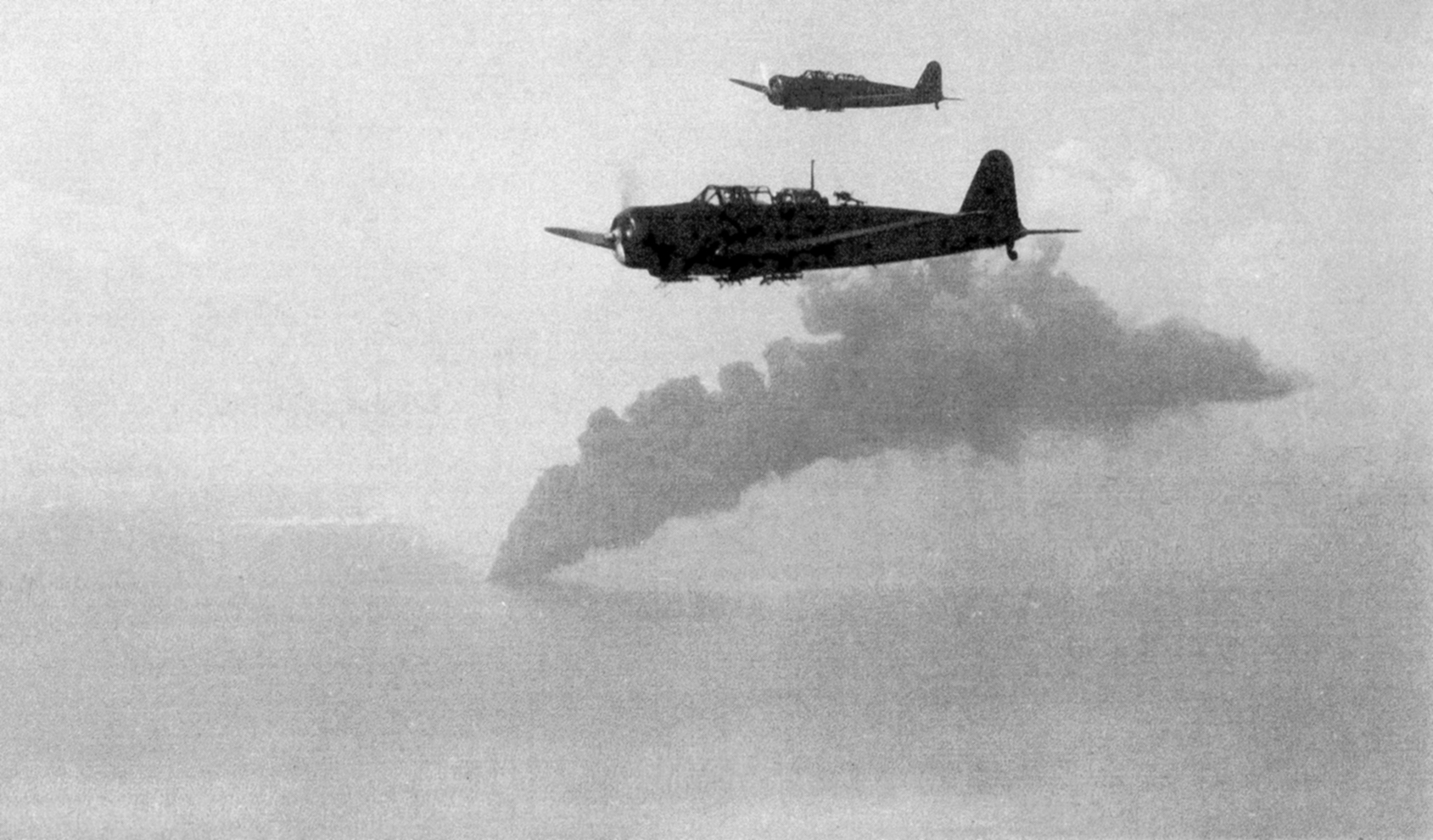
Samoloty B5N1 nad płonącym „Van Nes”

Hr.Ms. Van Nes – holenderski niszczyciel z okresu międzywojennego i II wojny światowej, typu Admiralen. Nosił znak burtowy VN. Służył na wodach Holenderskich Indii Wschodnich, został zatopiony przez japońskie lotnictwo 17 lutego 1942 roku.

## Budowa i opis
„Van Nes” należał do standardowego typu holenderskich niszczycieli z okresu międzywojennego, budowanego według projektu brytyjskiego i określanego jako typ Admiralen (admirałowie). Był jednym z czterech okrętów drugiej zmodyfikowanej serii, określanej czasami jako typ Van Galen. Zbudowano go w stoczni Burgerhout's Scheepswerf en Machinefabriek w Rotterdamie. Położenie stępki miało miejsce 15 sierpnia 1928 roku (wraz z bliźniaczym „Banckert”), wodowanie 20 marca 1930 roku, a okręt wszedł do służby 12 marca 1931 roku, jako ostatni z siostrzanych niszczycieli. Nazwę otrzymał na cześć holenderskiego oficera marynarki Aerta Jansse van Nes (1626–1693), którego bratem był admirał Jan Jansse van Nes.
„Van Nes” był niszczycielem średniej wielkości, typowym dla okresu międzywojennego. Jego kadłub miał podniesiony pokład dziobowy na ok. 1/3 długości, sylwetka była dwukominowa. Uzbrojenie główne składało się z 4 pojedynczych dział kalibru 120 mm Bofors L/50 No.5, umieszczonych po dwa na dziobie i rufie w superpozycji . Uzbrojenie przeciwlotnicze średniego kalibru składało się z jednego działa kal. 75 mm na śródokręciu, między kominami, natomiast małokalibrowe stanowiły 4 działka kal. 40 mm Vickers i 4 wkm-y kal. 12,7 mm. Uzbrojenie torpedowe, przeciętne dla tej klasy okrętów, stanowiło sześć wyrzutni torped kalibru 533 mm w dwóch potrójnych aparatach. Uzbrojenie przeciw okrętom podwodnym stanowiły 4 miotacze bomb głębinowych, z zapasem 3 bomb na każdy. Unikalną cechą wśród okrętów tej klasy była możliwość przenoszenia wodnosamolotu zwiadowczego Fokker C.VII-W, stawianego na wodę za pomocą dźwigu. Przenoszenie wodnosamolotu było jednak niepraktyczne i przed rozpoczęciem wojny został on zdjęty z okrętu .
Napęd niszczyciela stanowiły 2 turbiny parowe systemu Parsonsa o mocy 31 000 KM, umieszczone we wspólnej maszynowni, napędzające 2 śruby. Zasilane były w parę przez 3 kotły parowe typu Yarrow, umieszczone w dwóch kotłowniach. Prędkość maksymalna wynosiła 34 węzły (podczas prób, przy przeciążaniu siłowni, bliźniaczy niszczyciel „Piet Hein” osiągnął 36,1 w.).

## Służba
Po wejściu do służby „Van Nes” pływał po europejskich wodach holenderskich. 14 grudnia 1933 roku wypłynął wraz z niszczycielem „Banckert” w celu przebazowania do Holenderskich Indii Wschodnich, przez Kanał Sueski i 25 stycznia 1934 roku dotarł na miejsce, do Sabangu. Do wybuchu II wojny światowej operował na wodach Holenderskich Indii Wschodnich.
Po niemieckim ataku na Holandię w maju 1940 roku, skutkującym przystąpieniem tego kraju do wojny, „Van Nes” brał udział w eskortowaniu alianckich konwojów na Oceanie Indyjskim. Po przystąpieniu do wojny Japonii w grudniu 1941 roku i następującym po nim ataku na wyspy Archipelagu Malajskiego, działał głównie na Morzu Jawajskim, nie biorąc jednak udziału w większych akcjach floty.
17 lutego 1942 roku „Van Nes” został zatopiony przez japońskie lotnictwo, podczas eskortowania statku pasażerskiego „Sloet van de Beele”, ewakuującego wojsko i ludność z wyspy Belitung do Batavii. Konwój został wykryty przez wodnosamolot z krążownika „Mogami” na południe od cieśniny Gaspar. Statek został szybko zatopiony przez startujące z baz lądowych bombowce G3M, a „Van Nes” stał się celem ataku 10 bombowców B5N1 z lotniskowca „Ryūjō”. Niszczyciel zdołał uniknąć kilku bomb, lecz ostatecznie otrzymał trzy trafienia i przełamał się , po czym zatonął na pozycji 3°27′S 106°38′E/-3,450000 106,633333 . Zginęło ogółem 68 członków załogi, a 86 rozbitków zostało w dniach 20-21 lutego uratowanych przez holenderskie łodzie latające Do 24 (wraz z 272 rozbitkami spośród około 1000 osób na statku, ratowanymi także przez samoloty PBY-4). „Van Nes” był pierwszym alianckim okrętem zatopionym przez japońskie lotnictwo pokładowe po ataku na Pearl Harbor , a tym samym – pierwszym zatopionym na pełnym morzu.